# Strjama
Strjama (Bulgaars: Стряма) is een dorp in Bulgarije. Het dorp is gelegen in de gemeente Rakovski, oblast Plovdiv. Het dorp ligt hemelsbreed 17 kilometer ten noordoosten van Plovdiv en 136 kilometer ten zuidoosten van Sofia.

## Bevolking
Op 31 december 2020 telde het dorp Strjama 2.929 inwoners. Het aantal inwoners vertoont al vele jaren een dalende trend: in 1956 had het dorp nog 3.854 inwoners.
|  |

In het dorp wonen voornamelijk etnische Bulgaren. In de optionele volkstelling van 2011 identificeerden 2.676 van de 2.776 ondervraagden zichzelf als etnische Bulgaren, oftewel 96,4%. Het overige deel van de bevolking bestond vooral uit etnische Turken.
| Etnische samenstelling van de respondenten (2011) | Etnische samenstelling van de respondenten (2011) | Etnische samenstelling van de respondenten (2011) | Etnische samenstelling van de respondenten (2011) | Etnische samenstelling van de respondenten (2011) |
| ------------------------------------------------- | ------------------------------------------------- | ------------------------------------------------- | ------------------------------------------------- | ------------------------------------------------- |
|                                                   |                                                   |                                                   |                                                   |                                                   |
| Bulgaren                                          | Bulgaren                                          |                                                   | 96,4%                                             | 96,4%                                             |
| Turken                                            | Turken                                            |                                                   | 2,5%                                              | 2,5%                                              |
| Roma                                              | Roma                                              |                                                   | 0,8%                                              | 0,8%                                              |
| Anders/Onbekend                                   | Anders/Onbekend                                   |                                                   | 0,3%                                              | 0,3%                                              |

## Afbeeldingen

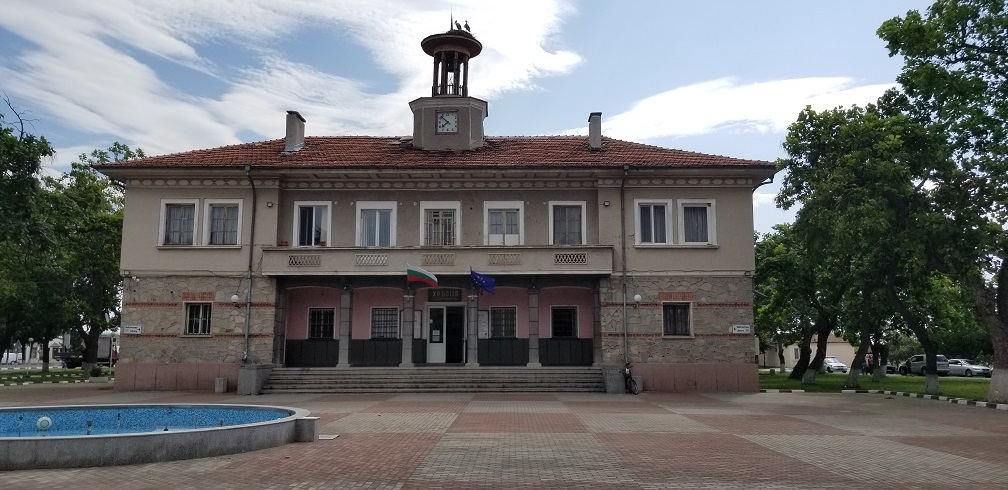
Het gemeenschapscentrum
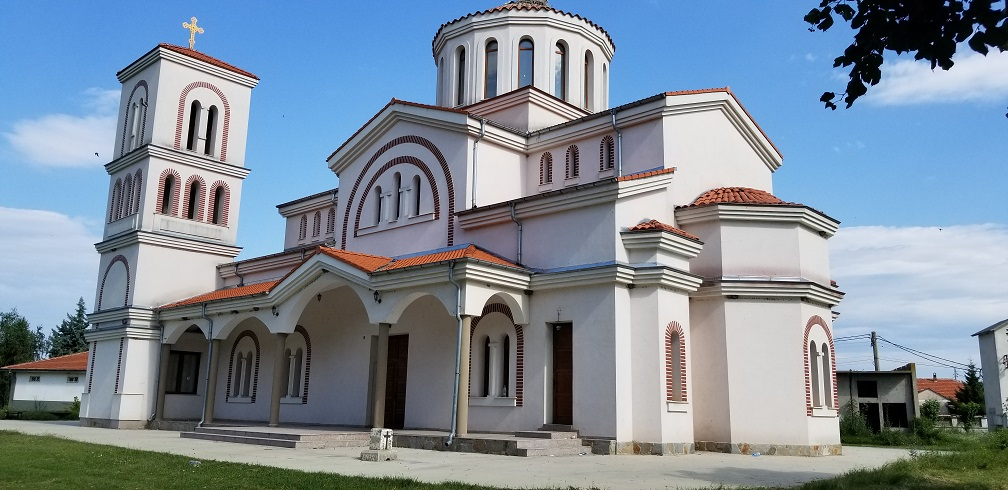
De kerk
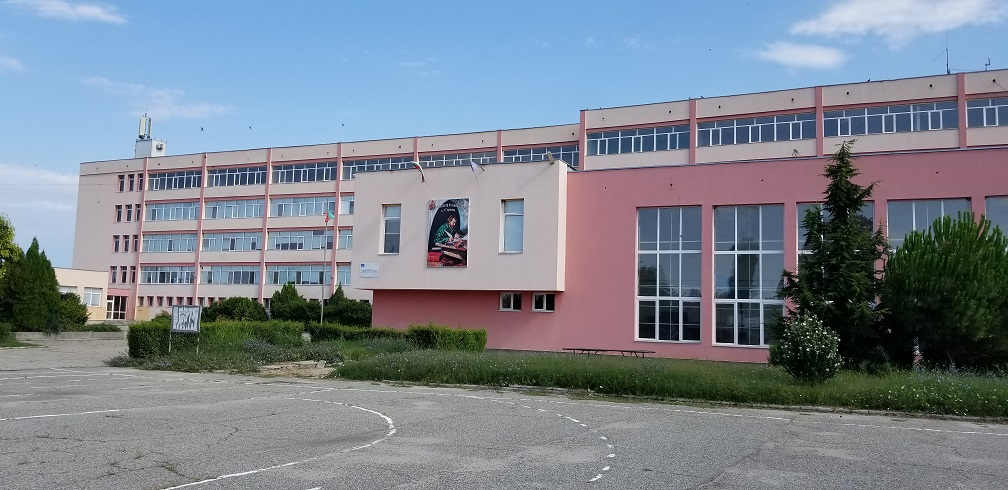
De school